# 树头芭蕉
树头芭蕉（学名：Musa wilsonii）为芭蕉科芭蕉属的植物。分布在越南、老挝以及中国大陆的南岭以南各省区等地，生长于海拔400米至2,700米的地区，多生长在沟谷潮湿肥沃土中，目前已由人工引种栽培。

## 别名
野芭蕉（云南通称），桂吞（云南傣语），若阿泡若阿窝（云南哈尼语）